# Victor Lind
Victor Stange Lind (Herning, 12 luglio 2003) è un calciatore danese, attaccante del Brommapojkarna.

## Carriera

### Club
Cresciuto nel settore giovanile del Midtjylland, ha debuttato in prima squadra il 28 luglio 2021 in occasione dell'incontro di qualificazione per la UEFA Champions League 2020-2021 vinto ai rigori contro il Celtic.
Il 31 agosto 2022 è passato ai norvegesi dell'HamKam con la formula del prestito. Nel 2023 ha giocato in prestito in Svezia con la maglia dell'IFK Norrköping, con cui ha totalizzato 6 reti e 2 assist in 29 presenze in campionato. Nel gennaio 2024 ha iniziato un nuovo prestito, rimanendo questa volta in patria con il passaggio temporaneo al Vejle fino al successivo 30 giugno. Rientrato al Midtjylland, nella prima parte della Superligaen 2024-2025 ha segnato una rete in 3 partite giocate.
Nel gennaio 2025, durante la pausa invernale, è stato ceduto a titolo definitivo agli svedesi del Brommapojkarna per €250.000, militanti nella prima serie nazionale.

### Nazionale
Ha giocato nelle nazionali giovanili danesi Under-16, Under-17, Under-18, Under-19 e Under-21.

## Statistiche
Statistiche aggiornate al 31 agosto 2022.

### Presenze e reti nei club
| Stagione           | Squadra            | Campionato         | Campionato | Campionato | Coppe nazionali | Coppe nazionali | Coppe nazionali | Coppe continentali | Coppe continentali | Coppe continentali | Altre coppe | Altre coppe | Altre coppe | Totale | Totale | Totale |
| Stagione           | Squadra            | Comp               | Pres       | Reti       | Comp            | Pres            | Reti            | Comp               | Pres               | Reti               | Comp        | Pres        | Reti        | Pres   | Reti   |        |
| ------------------ | ------------------ | ------------------ | ---------- | ---------- | --------------- | --------------- | --------------- | ------------------ | ------------------ | ------------------ | ----------- | ----------- | ----------- | ------ | ------ | ------ |
| 2021-2022          | Midtjylland        | SL                 | 20         | 3          | CD              | 5               | 2               | UCL+UEL+UECL       | 3+6+2              | 0                  |             | -           | -           | 36     | 5      |        |
| lug.-ago. 2022     | Midtjylland        | SL                 | 3          | 0          | CD              | 0               | 0               | UCL                | 1                  | 0                  |             | -           | -           | 4      | 0      |        |
| Totale Midtjylland | Totale Midtjylland | Totale Midtjylland | 23         | 3          |                 | 5               | 2               |                    | 12                 | 0                  |             | -           | -           | 40     | 5      |        |
| ago.-dic. 2022     | HamKam             | ES                 | 0          | 0          | CN              | -               | -               |                    | -                  | -                  |             | -           | -           | 0      | 0      |        |
| Totale carriera    | Totale carriera    | Totale carriera    | 23         | 3          |                 | 5               | 2               |                    | 12                 | 0                  |             | -           | -           | 40     | 5      |        |

## Palmarès

### Club

#### Competizioni nazionali
- Coppa di Danimarca: 1

Midtjylland: 2021-2022